# Секс, дрога и Бодирога
Секс, дрога и Бодирога је други студијски албум београдског бенда Прљави инспектор Блажа и Кљунови. Објављен је 1998, а издавач је био ИТММ. Насловна песма односи се на Дејана Бодирогу, тадашњег кошаркашког репрезентативца СР Југославије. С овог албума широко је позната и песма Лепа си Памела посвећена Памели Андерсон.